# Thaumatichthys pagidostomus
Pez abisal perteneciente a la familia Thaumatichthyidae, que habita en aguas de 1400 m de profundidad en la plataforma continental.

## Descripción
La especie fue descrita en 1912. Al igual que las otras especies del género, T. pagidostomus presenta una cabeza aplanada, con un maxilar superior muy prominente (el mayor en todas las especies del género), grandes dientes cónicos y los premaxilares a modo de bisagra.
Solo se conoce un ejemplar, una hembra de 8,5 cm de largo. Fue capturado a una profundidad de 1.440 metros en el golfo de Tomini, cerca de la isla de Célebes.
- Datos: Q2198006
- Multimedia: Thaumatichthys pagidostomus / Q2198006
- Especies: Thaumatichthys pagidostomus